# Five Came Back (documentaire)
Five Came Back is een Amerikaanse internetserie van streamingdienst Netflix. De driedelige documentaire behandelt de oorlogsjaren van vijf Hollywoodregisseurs (John Ford, William Wyler, John Huston, Frank Capra en George Stevens). De webserie ging op 31 maart 2017 in première.

## Inhoud
De documentaire werd gebaseerd op het boek Five Came Back: A Story of Hollywood and the Second World War van journalist Mark Harris en focust zich op vijf Hollywoodregisseurs (John Ford, William Wyler, John Huston, Frank Capra en George Stevens) die tijdens de Tweede Wereldoorlog aan de frontlijn werkten. De vijf gerenommeerde filmmakers gaven hun carrière tijdelijk op om in dienst van het Amerikaans leger de oorlog in beeld te brengen en propagandafilms te maken. Hun verhaal wordt in de docu verteld door vijf hedendaagse filmmakers (Francis Ford Coppola, Guillermo del Toro, Paul Greengrass, Lawrence Kasdan en Steven Spielberg) en aan de hand van archiefbeelden.

## Afleveringen
1. Episode One - The Mission Begins
2. Episode Two - Combat Zones
3. Episode Three - The Price of Victory